# Konkordiya Samoilova
Konkordiya Nikolavna Samoilova (nome de solteira Gromova) (3 de junho de 1876 - Astrakhan, Rússia, maio de 1921) foi uma bolchevique e editora fundadora do jornal russo Pravda em 1912. Foi ativista e revolucionária pelos direitos das mulheres trabalhadoras antes da Revolução Russa e devotou sua vida à causa do proletariado feminino. Devido à sua forte identificação com o bolchevismo, algumas vezes utilizava o nome de guerra "Natasha Bolshevikova".

## Atividades
Samoilova foi uma das principais entusiastas e editoras da Rabotnitsa, revista russa pré-revolução, que colocava a questão das mulheres em pauta. Após a revolução, Samoilova desempenhou um importante papel na criação da Seção das Mulheres do Partido Bolchevique, o Genotdel. Por volta de 1920, participou de atividades na Ucrânia e atuou como chefe do departamento político no Estrela Vermelha, um navio a vapor no Rio Volga. A visão que Konkordiya Samoilova tinha do trabalho com a causa feminina era que este era trabalhoso e estafante. Porém, acreditava que, apesar de tal caráter, tal luta era extremamente necessária.

## Discordâncias do PCURSS
Como narra Alexandra Kollontai na biografia que fez sobre Samoilova, esta tinha uma discordância com o Partido Comunista da União Soviética no que dizia respeito à criação de uma seção de mulheres no partido (que acaba sendo criado, tornando-se o Genotdel). Tal fato era presente em 1917, quando ainda se discutia sobre a criação deste. Samoilova, apesar de criar cursos específicos para a organização e agitação das mulheres, colocava que não deveria existir tal aparato feminino separado no partido, pois se estaria criando uma divisão por sexo na classe trabalhadora.
Em 1918, no entanto, Samoilova muda de posição, entendendo a importância de tal luta à parte. De acordo com Kollontai, "a luta pela emancipação das mulheres nunca foi um fim em si mesmo. (...) ela foi capaz de usá-los para chamar mulheres trabalhadoras nas tarefas gerais e de luta". Assim, observado a luta pela emancipação das mulheres e pelo socialismo como complementares, e a necessidade de uma seção própria, já que tinha reivindicações particulares, Samoilova muda sua posição e se transforma em uma das principais líderes do Genotdel.
Outra crítica de Samoilova à política do partido era quanto ao objetivo de modificar as funções tradicionais da mulher na sociedade e no trabalho. Ela colocava que não estava sendo dada a atenção necessária para a formação de, por exemplo, inspetoras nas fábricas, enquanto profissões mais ligadas aos papeis tradicionais das mulheres tinham treino, como as enfermeiras.

## Vida
Em 1903, Samoilova se tornou militante do Partido Social Democrata Trabalhista Russo, formando, em 1912, um partido separado, o Partido Bolchevique. Ela esteve presa por quatro vezes entre 1902 e 1913, somando um ano na prisão. No primeiro Congresso das Mulheres Russas, em novembro de 1918, ela estava no pódio com Inessa Armand, Alexandra Kollontai e Klaudiia Nikolaeva.
Casada com Arkadi A. Samoilov, Konkordiya o conheceu em 1906, tendo eles se casado em 1913. Tiveram dois filhos. O marido morreu em 1919 de febre tifoide, e ela morreu de cólera em 1921, Na cidade de Astrakhan, às margens do Rio Volga.